# Jay Brandon
Pour les articles homonymes, voir Brandon.
Jay Brandon, né le 30 septembre 1953 à Dallas dans l'état du Texas aux États-Unis, est un écrivain américain, auteur de roman policier.

## Biographie
Jay Brandon naît à Dallas au Texas en 1953. Il étudie l'anglais à l'université du Texas à Austin, l'écriture créative à l'université Johns-Hopkins et le droit à l'école de droit de l'université de Houston (en).
Avocat à la Cour d'appel d'Austin, il commence une carrière de romancier en 1985 avec le roman policier Zone interdite (Deadbolt) qui narre le face à face entre un avocat et un ancien client qui le tient pour responsable de son emprisonnement. Ce titre est traduit en France dans la collection Polar U.S.A. en 1990. En 1991, il est finaliste du prix Edgar-Allan-Poe du meilleur roman avec Fade The Heat, la première aventure du procureur Mark Blackwell. Au cours de sa carrière, il a également signé une série consacrée aux aventures du procureur du district de San Antonio, Chris Sinclair, et une autre qui suit les histoires de l'ancien avocat Edward Hall.

## Œuvre

### SérieMark Blackwell
1. Fade The Heat (1990)
2. Loose Among The Lambs (1993)

### SérieChris Sinclair
1. Angel of Death (1998)
2. AfterImage (2000)
3. Sliver Moon (2003)
4. Grudge Match (2004)
5. Running with the Dead (2005)

### SérieEdward Hall
1. Against the Law (2018)
2. From the Grave (2019)

### Autres romans
- Deadbolt (1985) Publié en français sous le titre Zone interdite, traduction de Daniel Fournier, Paris, Éditions Gérard de Villiers, coll. « Polar U.S.A. » no 48, 1990
- Tripwire (1987)
- Predator's Waltz (1989)
- Rules Of Evidence (1992)
- Local Rules (1995)
- Defiance County (1996)
- Law and Liberty (1996)
- Executive Privilege (2001)
- Milagro Lane (2009)
- The Jetty (2012) (avec Joe Labatt)
- Shadow Knight's Mate (2014)
- Thanksgiving Eve (2016)

## Prix et distinctions notables
- Finaliste du prix Edgar-Allan-Poe du meilleur roman en 1991 pour Fade The Heat[1].